# 一之瀬栞
一之瀬 栞（いちのせ しおり、1992年2月6日 - ）は、日本の競泳選手。2008年の世界ジュニア水泳選手権の日本代表。2007年、2008年度のオリンピックジュニア強化指定選手。山梨県中巨摩郡（現・中央市）出身。伊藤学園甲府湯田高等学校卒業。2010年4月、山梨学院大学に入学。

## 略歴
- 1996年、スイミングを始める
- 2007年、国民体育大会で少年女子Ｂ200m個人メドレー優勝
- 2008年、全国JOCジュニアオリンピックカップ200m個人メドレー優勝
- 2008年、第二回世界ジュニア選手権で200m個人メドレー第７位